# Gerard Kamper
Gerardus "Gerard" Kamper (nascido em 9 de agosto de 1950) é um ex-ciclista holandês. Fez parte da equipe holandesa que terminou em quinto na perseguição por equipes de 4 km nos Jogos Olímpicos de 1972, em Munique. Terminou em 84º no Tour de France 1975. Seu filho, Kris, também se tornou ciclista profissional.